# Mark Wahlberg
Mark Robert Michael Wahlberg (Boston, 5 de junho de 1971) é um ator, rapper e produtor de cinema e televisão estadunidense. Conhecido no início de sua carreira como Marky Mark, ficou famoso como músico de rap em sua estreia de 1991 com a banda Marky Mark and the Funky Bunch, antes de investir mais na carreira de ator, onde chegou a ser indicado ao Oscar de Melhor Ator Secundário pelo filme Os Infiltrados.

## Primeiros anos
Nascido na região de Dorchester de Boston, Massachusetts, Wahlberg é o mais novo de nove irmãos (entre eles Robert e Donnie Wahlberg), filhos de Alma Elaine (nascida Donnelly), uma bancária e assistente de enfermagem, e Donald E. Wahlberg, um sindicalista que trabalhou como motorista de caminhão. Seu pai era de ascendência sueca e irlandesa, enquanto sua mãe é de ascendência irlandesa, inglesa, escocesa e franco-canadense. Teve uma educação católica, e frequentou a Copley Square High School (sem chegar a se formar) na Newbury Street, em Copley Square, Boston, no atual campus da Escola Internacional Muriel Snowden.
Quando adolescente Wahlberg se envolveu em diversos atos de racismo, violência e vandalismo. Aos quinze anos fazia parte de um grupo que arremessou pedras num grupo de estudantes afro-americanos que faziam uma excursão, ferindo diversos deles, ao mesmo tempo em que fazia ofensas raciais. No ano seguinte, Wahlberg assaltou uma farmácia depois de ter feito uso de PCP; durante o crime, teria também usado de violência e ofensas raciais, deixando um homem vietnamita inconsciente e cegando outro permanentemente de um dos olhos antes de ser preso pela polícia. Wahlberg foi julgado como um adulto e acusado de tentativa de homicídio; após admitir-se culpado pela acusação menor, de agressão, foi sentenciado a dois anos na cadeia na Casa de Correção Deer Island, de Boston, dos quais cumpriu 45 dias. Em outro incidente, Wahlberg, então com 21 anos, fraturou a mandíbula de um vizinho num ataque gratuito.

### Carreira musical
Wahlberg conquistou alguma fama como irmão mais novo de Donnie Wahlberg, membro da boy band de sucesso nos anos 80 e 90, New Kids on the Block. Mark, Então com 13 anos, havia sido um dos membros originais do grupo, juntamente com Donnie, Danny Wood, Jordan Knight e Jonathan Knight. Após perder o interesse pelo bubblegum pop do grupo e por sua imagem de garotos bonzinhos, abandonou a banda, cedendo seu lugar a Joe McIntyre.
Wahlberg começou a gravar como Marky Mark and the Funky Bunch, e conseguiu um hit com "Good Vibrations", single do álbum Music for the People. O disco foi produzido pelo seu irmão, Donnie, e chegou à primeira posição na parada de sucessos da revista Billboard, a Billboard Hot 100, e recebeu posteriormente o single de platina. O segundo single, "Wildside", chegou à quinta posição na parada Hot Singles Sale, da Billboard, e à décima na The Billboard Hot 100, e recebeu o single de ouro. Marky Mark abriu os show do New Kids on the Block durante sua última turnê. O segundo LP de Marky Mark, You Gotta Believe, não teve tanto sucesso quanto o anterior, conseguindo apenas um sucesso com a faixa-título. Wahlberg colaborou posteriormente com o cantor de reggae / ragga Prince Ital Joe, que gerou os singles "Happy People", "United", "Life in the Streets" e "Babylon".
Envolveu-se rapidamente em mais controvérsias ao parecer apoiar os comentários homofóbicos feitos pelo rapper Shabba Ranks quando ambos apareceram como convidados no talk show britânico The Word. A personalidade arrogante e "das ruas" de Mark contribuiu para sua fama; durante suas apresentações tornou-se notório por ficar apenas em suas cuecas, exibindo-se em meio à insinuações sexuais. Em seu livro de 1992, Marky Mark, escrito em co-autoria com a fotógrafa Lynn Goldsmith, Wahlberg escreveu no prefácio: "Gostaria de dedicar este livro ao meu pau".

### Carreira na publicidade
Wahlberg é conhecido por sua impressionante forma física, exibida pela primeira vez no videoclipe de "Good Vibrations", e numa série de anúncios publicitários de cueca feitos para a Calvin Klein fotografados por Herb Ritts, aos quais se seguiram propagandas na televisão. Em 1992 o outdoor da Calvin Klein na Times Square, em Nova York, mostrava exclusivamente Wahlberg, enquanto aparecia em matérias de revistas e televisão da época, sozinho ou acompanhado pela modelo Kate Moss. Annie Leibovitz fotografou-o, também em roupas de baixo, para a edição anual de 'Hall da Fama' da revista Vanity Fair. Lançou também um vídeo de ginástica intitulado The Marky Mark Workout: Form… Focus… Fitness.

### Carreira cinematográfica

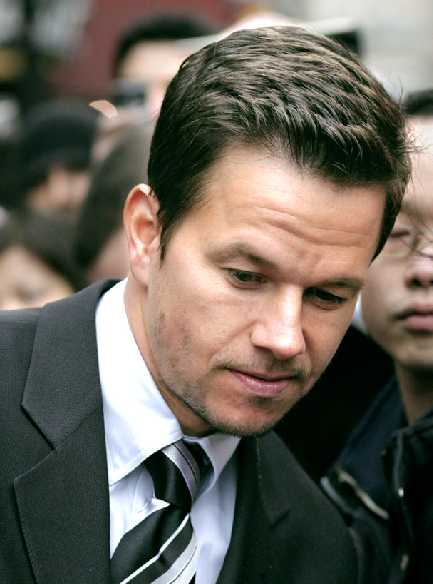
Wahlberg na estreia do filme Shooter, em Londres (março de 2007).

Wahlberg começou uma carreira como ator, estreando no filme para a televisão de 1993 The Substitute. Sua estreia no cinema veio no ano seguinte, com o filme Renaissance Man, com Danny DeVito. Fanático por basquete, Wahlberg chamou a atenção dos críticos após aparecer no filme The Basketball Diaries, em 1995, no papel de Mickey, ao lado de Leonardo DiCaprio, numa adaptação cinematográfica do livro homônimo de Jim Carroll. Wahlberg também estrelou o suspense de 1996 de James Foley, Fear.
Conquistou muitas críticas positivas depois de filmes de sucesso como Boogie Nights (como Dirk Diggler), Three Kings, The Perfect Storm, The Italian Job e Four Brothers. Sua performance em I ♥ Huckabees foi eleita a melhor performance de um ator coadjuvante no ano de 2004 na sondagem com críticos feita pela revista Village Voice. Wahlberg foi escalado originalmente para o papel de Linus Caldwell em Ocean's Eleven; Matt Damon, no entanto, acabou ficando com o papel. Ambos participariam, dois anos mais tarde, do mesmo filme, em The Departed. Wahlberg também foi considerado para um papel no filme Brokeback Mountain, que protagonizaria juntamente com Heath Ledger, porém Wahlberg alegou sentir-se desconfortável com as cenas de sexo do filme e seu papel acabou indo para Jake Gyllenhaal.
Wahlberg estrelou o drama sobre futebol americano Invincible, baseado na história real do barman que entrou para o Philadelphia Eagles, Vince Papale, e apareceu como o detetive boquirroto da Polícia Estadual de Massachusetts em The Departed, suspense de Martin Scorsese aclamado pela crítica, papel que lhe rendeu o Prêmio da National Society of Film Critics por melhor ator coadjuvante e indicações ao Golden Globe Award de melhor ator coadjuvante e ao Oscar de melhor ator coadjuvante. Atualmente é produtor executivo da série Entourage, do canal a cabo HBO, que é baseada vagamente nas suas experiências em Hollywood.
Wahlberg confirmou em 2007 que foi procurado para estrelar uma sequência de The Departed, que ainda estaria em desenvolvimento. O filme giraria em torno do seu personagem, o sargento Dignam, porém o projeto até hoje não saiu do papel por problemas envolvendo sua produção.

## Concessionária Chevy
Em 19 de julho de 2018, Wahlberg e seu sócio, Jay Feldman, anunciaram a compra de Bobby Layman Chevrolet em Columbus, OH. A concessionária será renomeada Mark Wahlberg Chevrolet. "Eu estou continuamente procurando maneiras de inovar minha marca e me envolver em negócios pelos quais sou apaixonado", disse Wahlberg. "Eu amo carros e a chance de trabalhar com um operador de revenda experiente e comprovado como Jay e representar uma marca icônica como a Chevrolet me inspirou a me envolver."

## Vida pessoal
Wahlberg é um católico praticante. Teve envolvimentos amorosos com as atrizes Jordana Brewster e China Chow, sua coprotagonista no filme The Big Hit (br: Tiro e Queda / pt: Equipa Mortal), porém desde 2001 está com a modelo Rhea Durham, com quem tem quatro filhos. Casaram-se em 1 de agosto de 2009 numa cerimônia privada na igreja católica Good Shepherd em Beverly Hills, Califórnia, que contou com a presença dos filhos do casal (Ella Rae, Michael e Brendan Joseph) e de apenas doze amigos próximos. Em 13 de janeiro de 2010 nasceu sua quarta filha, batizada de Grace Margaret.
Envolvido ativamente em caridade, Wahlberg fundou a Mark Wahlberg Youth Foundation ("Fundação Mark Wahlberg para a Juventude") em maio de 2001, com o propósito de levantar e distribuir fundos para serviços de auxílio a jovens carentes.

## Discografia

### With the Funky Bunch
| Ano                                                                        | Álbum                | Posições nas paradas | Posições nas paradas | Posições nas paradas |
| Ano                                                                        | Álbum                | US                   | US Hip-Hop           | Heatseekers          |
| -------------------------------------------------------------------------- | -------------------- | -------------------- | -------------------- | -------------------- |
| 1991                                                                       | Music for the People | 21                   | -                    | 1                    |
| 1992                                                                       | You Gotta Believe    | 67                   | 66                   | -                    |
| "—" indica que o álbum não conseguiu atingir as paradas ou não foi lançado |                      |                      |                      |                      |

### ComPrince Ital Joe
| Year | Album               |
| ---- | ------------------- |
| 1994 | Life in the Streets |
| 1995 | The Remix Album     |

## Filmografia

### Como ator
| Ano      | Filme                           | Papel                          | Notas |  |
| -------- | ------------------------------- | ------------------------------ | --- |  |
| 1993     | The Substitute                  | Ryan Westerberg                | Papel na TV como "Marky Mark" |  |
| 1994     | Renaissance Man                 | Private Tommy Lee Haywood      | |  |
| 1995     | The Basketball Diaries          | Mickey                         | |  |
| 1996     | Fear                            | David McCall                   | |  |
| 1997     | Traveller                       | Pat O'Hara                     | |  |
| 1997     | Boogie Nights                   | Eddie Adams/Dirk Diggler       | Screen Actors Guild Award por melhor elenco |  |
| 1998     | The Big Hit                     | Melvin Smiley                  | |  |
| 1999     | The Corruptor                   | Detetive Danny Wallace         | |  |
| 1999     | Three Kings                     | Troy Barlow                    | |  |
| 2000     | The Yards                       | Leo Handler                    | |  |
| 2000     | The Perfect Storm               | Robert "Bobby" Shatford        | |  |
| 2001     | Planet of the Apes              | Capitão Leo Davidson           | |  |
| 2001     | Rock Star                       | Chris "Izzy" Cole              | |  |
| 2002     | The Truth About Charlie         | Joshua Peters                  | |  |
| 2003     | The Italian Job                 | Charlie Croker                 | |  |
| 2004     | I Heart Huckabees               | Tommy Corn                     | |  |
| 2005     | Four Brothers                   | Robert "Bobby" Mercer          | |  |
| 2006     | Invincible                      | Vincent "Vince" Francis Papale | |  |
| 2006     | The Departed                    | Sargento Sean Dignam           | National Board of Review Award de melhor elenco National Society of Film Critics Award de melhor ator coadjuvante Oscar de melhor ator coadjuvante Golden Globe Award de melhor ator coadjuvante Online Film Critics Society Award de melhor ator coadjuvante Screen Actors Guild Award de melhor elenco |  |
| 2007     | Shooter                         | GySgt. Bob Lee Swagger         | |  |
| 2007     | We Own the Night                | Capitão Joseph "Joe" Grusinsky | |  |
| 2008     | The Happening                   | Elliot Moore                   | |  |
| 2008     | Max Payne                       | Max Payne                      | |  |
| 2009     | The Lovely Bones                | Jack Salmon                    | |  |
| 2010     | Date Night                      | Holbrooke Grant                | |  |
| 2010     | The Other Guys                  | Terry Hoitz                    | |  |
| 2011     | The Fighter                     | "Irish" Micky Ward             | Golden Globe Award de Melhor Ator - Drama |  |
| 2012     | Ted                             | John Bennett                   | |  |
| 2012     | Contraband                      | Chris Farraday                 | |  |
| 2013     | Pain and Gain                   | Daniel Lugo                    | |  |
| 2013     | Broken City                     | Billy Taggart                  | |  |
| 2013     | 2 Guns                          | Michael 'Stig' Stigman         | |  |
| 2013     | Lone Survivor                   | Marcus Luttrell                | |  |
| 2014     | Transformers: Age of Extinction | Cade Yeager                    | |  |
| 2014     | The Gambler                     | Jim Bennett                    | |  |
| 2015     | Ted 2                           | John Bennett                   | |  |
| 2015     | Mojave                          | Norman                         | |  |
| 2015     | Entourage                       | O próprio                      | |  |
| 2015     | Daddy's Home                    | Dusty Mayron                   | |  |
| 2016     | Deepwater Horizon               | Mike Williams                  | |  |
| 2016     | Patriots Day                    | Tommy Saunders                 | |  |
| 2017     | Transformers: The Last Knight   | Cade Yeager                    | |  |
| 2017     | Daddy's Home 2                  | Dusty Mayron                   | |  |
| 2017     | All the Money in the World      | Fletcher Chace                 | |  |
| 2018     | Mille 22                        | James Silva                    | |  |
| 2018     | Instant Family                  | Pete Wagner                    | |  |
| 2019     | Wonderland                      | Spenser                        | |  |
| 2020     | Scoob!                          | Brian Crown/Falcão Azul        | Voz |  |
| Joe Bell | Joe Bell                        |                                | |  |
| 2021     | Infinite                        | Evan McCauley                  | |  |
| 2022     | Uncharted                       | Victor Sullivan                | |  |
| 2022     | Father Stu                      | Stuart Long                    | |  |
| 2023     | The family plan                 | Dan Morgan                     | |  |

### Como produtor
| Ano       | Filme            | Cargo              | Obs. |
| --------- | ---------------- | ------------------ | --- |
| 2004      | Juvies           | Produtor           | Documentário |
| 2004-2008 | Entourage        | Produtor-executivo | 46 episódios Prêmio BAFTA de 2007 para melhor programa internacional 2007, 2008 - Primetime Emmy Award de melhor série de comédia |
| 2007      | We Own the Night | Produtor           | |
| 2008      | In Treatment     | Produtor-executivo | 43 episódios |
| 2010      | Boardwalk Empire | Produtor           | 2011 - Golden Globe Award de Melhor Série Dramática                                                                               |
| 2016      | Ballers          | Produtor-executivo | |